# Narva maantee
La route de Narva (estonien : Narva maantee, Narva mnt) est l'une des principales artères de Tallinn en Estonie.

## Présentation
La rue de Narva part de la place Viru, traverse Kadriorg, où elle croise la rue Pirita tee, puis remonte la pente au sud de la place Laulu, où elle atteint Lasnamäe, longe le rempart et atteint la limite de Tallinn derrière le pont d'Iru. 
Elle est prolongée par la rue Vana-Narva (et). 
La route Tallinn-Narva part de la rue de Saint-Pétersbourg.
La rue traverse les arrondissements de Kesklinn et de Lasnamäe.

## Bâtiments de la rue
| #   | Image | Nom                            | Réf.  |
| --- | ----- | ------------------------------ | ----- |
| 1   |       | Bureau de poste de Raine Karp  |       |
| 23  |       | Bâtiment d'Eugen Sacharias     |       |
| 7   |       | Triumph Plaza                  | [ 1 ] |
| 9   |       |                                |       |
| 25  |       | Université de Tallinn          | [ 2 ] |
| 28  |       | Bâtiment dr Nikolai Thamm      | [ 3 ] |
| 30  |       | Ambassade de Turquie           |       |
| 32  |       |                                | [ 4 ] |
| 50  |       | Ancienne pharmacie             | [ 5 ] |
| 51  |       | Église méthodiste              |       |
| 92  |       | Villa Mon Repos                | [ 6 ] |
| 95  |       | Place de la chanson de Tallinn |       |
| 177 |       | Parc du manoir de Raadi        |       |